# NGC 6364
NGC 6364 é uma galáxia lenticular (S0) localizada na direcção da constelação de Hercules. Possui uma declinação de +29° 23' 28" e uma ascensão recta de 17 horas, 24 minutos e 27,3 segundos.
A galáxia NGC 6364 foi descoberta em 21 de Julho de 1879 por Édouard Jean-Marie Stephan.